# Teucholabis perlata
Teucholabis perlata är en tvåvingeart som beskrevs av Alexander 1943. Teucholabis perlata ingår i släktet Teucholabis och familjen småharkrankar.
Artens utbredningsområde är Ecuador. Inga underarter finns listade i Catalogue of Life.